# Список космических запусков России в 2014 году
В 2014 году Россия являлась мировым лидером с 36 запусками ракет космического назначения. Доля России в космических запусках составила 39 %.

## Список орбитальных космических запусков России в 2014 году
| Дата        | Ракета-носитель              | Полезная нагрузка | Заказчик                                                 | Космодром/Старт.комплекс | Результат |
| ----------- | ---------------------------- | --- | -------------------------------------------------------- | ------------------------ | --------- |
| 5 февраля   | Союз-У Е15000-139            | Прогресс М-22М | Роскосмос                                                | Байконур 1/5             | Успех     |
| 15 февраля  | Протон-М/Бриз-М 935-43/99544 | Turksat 4A | Turksat                                                  | Байконур 81/24           | Успех     |
| 16 марта    | Протон-М/Бриз-М 935-42/99545 | Экспресс-АТ1 | ФГУП «Космическая связь»                                 | Байконур 81/24           | Успех     |
| 16 марта    | Протон-М/Бриз-М 935-42/99545 | Экспресс-АТ2 | ФГУП «Космическая связь»                                 | Байконур 81/24           | Успех     |
| 24 марта    | Союз-2.1б/Фрегат             | Космос-2494 (Глонасс-М № 54) | Войска воздушно-космической обороны                      | Плесецк 43/4             | Успех     |
| 26 марта    | Союз-ФГ                      | Союз ТМА-12М | Роскосмос                                                | Байконур 1/5             | Успех     |
| 9 апреля    | Союз-У Т15000-141            | Прогресс М-23М | Роскосмос                                                | Байконур 1/5             | Успех     |
| 16 апреля   | Союз-У Е15000-143            | EgyptSat-2 | NARSS                                                    | Байконур 31/6            | Успех     |
| 28 апреля   | Протон-М/Бриз-М 935-46/99548 | Луч-5В | Роскосмос                                                | Байконур 81/23           | Успех     |
| 28 апреля   | Протон-М/Бриз-М 935-46/99548 | KazSat-3 | Казкосмос                                                | Байконур 81/23           | Успех     |
| 6 мая       | Союз-2.1а                    | Космос-2495(Кобальт-М) | Войска воздушно-космической обороны                      | Плесецк 43/4             | Успех     |
| 16 мая      | Протон-М/Бриз-М              | Экспресс АМ4R | ФГУП «Космическая связь»                                 | Байконур 200/39          | Неудача   |
| 23 мая      | Рокот/Бриз-КМ                | Космос-2496 («Стрела-3М»/«Родник-С») | Войска воздушно-космической обороны                      | Плесецк 133/3            | Успех     |
| 23 мая      | Рокот/Бриз-КМ                | Космос-2497 («Стрела-3М»/«Родник-С») | Войска воздушно-космической обороны                      | Плесецк 133/3            | Успех     |
| 23 мая      | Рокот/Бриз-КМ                | Космос-2498 («Стрела-3М»/«Родник-С») | Войска воздушно-космической обороны                      | Плесецк 133/3            | Успех     |
| 23 мая      | Рокот/Бриз-КМ                | Космос-2499 | Войска воздушно-космической обороны                      | Плесецк 133/3            | Успех     |
| 28 мая      | Союз-ФГ                      | Союз ТМА-13М | Роскосмос                                                | Байконур 1/5             | Успех     |
| 14 июня     | Союз-2.1б/Фрегат             | Космос-2500 (Глонасс-М № 55) | Войска воздушно-космической обороны                      | Плесецк 43/4             | Успех     |
| 19 июня     | Днепр                        | AeroCube6A AeroCube6B ANTELSat AprizeSat-9 AprizeSat-10 BRITE-Montreal BRITE-Toronto BugSat-1 Deimos-2 DTUSat-2 Duchifat-1 Flock-1c 11 шт. Hodoyoshi-3 Hodoyoshi-4 KazEOSat-2 Lemur-1 NanosatC-Br1 PACE Perseus-M1 Perseus-M2 PolyITAN POPSAT-HIP 1 QB50P1 QB50P2 SaudiSat-4 TigriSat UniSat-6 TabletSat — Aurora |                                                          | Ясный                    | Успех     |
| 3 июля      | Рокот/Бриз-КМ                | Гонец-М № 18 | ОАО "Спутниковая система «Гонец»"                        | Плесецк 133/3            | Успех     |
| 3 июля      | Рокот/Бриз-КМ                | Гонец-М № 19 | ОАО "Спутниковая система «Гонец»"                        | Плесецк 133/3            | Успех     |
| 3 июля      | Рокот/Бриз-КМ                | Гонец-М № 20 | ОАО "Спутниковая система «Гонец»"                        | Плесецк 133/3            | Успех     |
| 8 июля      | Союз-2.1б/Фрегат-М           | Метеор-М №2 | Роскосмос                                                | Байконур 31/6            | Успех     |
| 8 июля      | Союз-2.1б/Фрегат-М           | МКА-ФКИ (ПН2) (Рэлек) | Роскосмос                                                | Байконур 31/6            | Успех     |
| 8 июля      | Союз-2.1б/Фрегат-М           | DX-1 |                                                          | Байконур 31/6            | Успех     |
| 8 июля      | Союз-2.1б/Фрегат-М           | UKube-1 |                                                          | Байконур 31/6            | Успех     |
| 8 июля      | Союз-2.1б/Фрегат-М           | TechDemoSat-1 |                                                          | Байконур 31/6            | Успех     |
| 8 июля      | Союз-2.1б/Фрегат-М           | SkySat-2 |                                                          | Байконур 31/6            | Успех     |
| 8 июля      | Союз-2.1б/Фрегат-М           | AISSat-2 |                                                          | Байконур 31/6            | Успех     |
| 19 июля     | Союз-2.1а                    | Фотон-М4 | Роскосмос                                                | Байконур 31/6            | Успех     |
| 24 июля     | Союз-У                       | Прогресс М-24М | Роскосмос                                                | Байконур 1/5             | Успех     |
| 26 сентября | Союз-ФГ                      | Союз ТМА-14М | Роскосмос                                                | Байконур 1/5             | Успех     |
| 28 сентября | Протон-М/Бриз-М              | Луч (Олимп) | Войска воздушно-космической обороны                      | Байконур 81/24           | Успех     |
| 21 октября  | Протон-М/Бриз-М              | Экспресс АМ6 | ФГУП «Космическая связь»                                 | Байконур 81/24           | Успех     |
| 29 октября  | Союз-2.1а                    | Прогресс М-25М | Роскосмос                                                | Байконур 31/6            | Успех     |
| 30 октября  | Союз-2.1а/Фрегат             | Меридиан | Войска воздушно-космической обороны                      | Плесецк 43/4             | Успех     |
| 6 ноября    | Днепр                        | ASNARO № 1 | Министерство экономики, торговли и промышленности Японии | Ясный                    | Успех     |
| 6 ноября    | Днепр                        | Hodoyoshi-1 | Токийский университет                                    | Ясный                    | Успех     |
| 6 ноября    | Днепр                        | ChubuSat-1 | Нагойский университет                                    | Ясный                    | Успех     |
| 6 ноября    | Днепр                        | TSUBAME | Токийский технологический институт                       | Ясный                    | Успех     |
| 6 ноября    | Днепр                        | QSAT-EOS | Университет Кюсю                                         | Ясный                    | Успех     |
| 24 ноября   | Союз-ФГ                      | Союз ТМА-15М | Роскосмос                                                | Байконур 31/6            | Успех     |
| 1 декабря   | Союз-2.1б/Фрегат             | Космос-2501 (Глонасс-К1 № 12) | Войска воздушно-космической обороны                      | Плесецк 43/4             | Успех     |
| 15 декабря  | Протон-М/Бриз-М              | Ямал-401 | Газпром космические системы                              | Байконур 81/24           | Успех     |
| 19 декабря  | Стрела                       | Кондор-Э № 2 | Флаг ЮАР                                                 | Байконур 175/59          | Успех     |
| 23 декабря  | Ангара А5/Бриз-М             | Эквивалент полезной нагрузки | Роскосмос                                                | Плесецк 35               | Успех     |
| 25 декабря  | Союз-2.1б                    | Космос-2502 (Лотос-С №2) | Войска воздушно-космической обороны                      | Плесецк 43/4             | Успех     |
| 26 декабря  | Союз-2.1б                    | Ресурс-П № 2 | Роскосмос                                                | Байконур 31/6            | Успех     |
| 28 декабря  | Протон-М/Бриз-М              | Astra 2G | SES Astra                                                | Байконур 200/39          | Успех     |

## Список суборбитальных запусков России в 2014 году
| Дата        | Ракета-носитель    | Полезная нагрузка            | Заказчик                                  | Стартовый комплекс                        | Результат |
| ----------- | ------------------ | ---------------------------- | ----------------------------------------- | ----------------------------------------- | --------- |
| 4 марта     | РС-12М «Тополь»    | Учебный боевой блок          | Министерство обороны Российской Федерации | Капустин Яр                               | Успех     |
| 14 апреля   | PC-24 «Ярс»        | Учебный боевой блок          | Министерство обороны Российской Федерации | Плесецк                                   | Успех     |
| 8 мая       | РС-12М «Тополь»    | Учебный боевой блок          | Министерство обороны Российской Федерации | Плесецк                                   | Успех     |
| 8 мая       | Р-29РМУ «Синева»   | Учебный боевой блок          | Министерство обороны Российской Федерации | К-114 «Тула», Баренцево море              | Успех     |
| 8 мая       | Р-29Р «Волна»      | Учебный боевой блок          | Министерство обороны Российской Федерации | К-223 «Подольск», Охотское море           | Успех     |
| 20 мая      | РС-12М «Тополь»    | Учебный боевой блок          | Министерство обороны Российской Федерации | Капустин Яр                               | Успех     |
| 9 июля      | Ангара 1.2         | Эквивалент полезной нагрузки | Роскосмос                                 | Плесецк                                   | Успех     |
| 10 сентября | Р-30 «Булава-30»   | Учебный боевой блок          | Министерство обороны Российской Федерации | К-551 «Владимир Мономах», Белое море      | Успех     |
| 29 октября  | Р-30 «Булава-30»   | Учебный боевой блок          | Министерство обороны Российской Федерации | К-535 «Юрий Долгорукий», Белое море       | Успех     |
| 1 ноября    | РС-12М2 «Тополь-М» | Учебный боевой блок          | Министерство обороны Российской Федерации | Плесецк                                   | Успех     |
| 5 ноября    | Р-29РМУ «Синева»   | Учебный боевой блок          | Министерство обороны Российской Федерации | К-114 «Тула», Баренцево море              | Успех     |
| 28 ноября   | Р-30 «Булава-30»   | Учебный боевой блок          | Министерство обороны Российской Федерации | К-550 «Александр Невский», Баренцево море | Успех     |
| 8 декабря   | C-10 «Гранат»      | Учебный боевой блок          | Министерство обороны Российской Федерации | Б-138 «Обнинск», Баренцево море           | Успех     |
| 26 декабря  | PC-24 «Ярс»        | Учебный боевой блок          | Министерство обороны Российской Федерации | Плесецк                                   | Успех     |

## Статистика орбитальных запусков

### Российские запуски в разрезе ракет-носителей
| Ракета-носитель                                 | Число стартов | Неудачи | Примечания |
| ----------------------------------------------- | ------------- | ------- | --- |
| Ангара-А5                                       | 1             |         | |
| Днепр                                           | 2             |         | |
| Протон-М                                        | 8             | 1       | |
| Рокот                                           | 2             |         | |
| Союз-2.1а                                       | 4             |         | |
| Союз-2.1б                                       | 6             |         | |
| Союз-У                                          | 4             |         | |
| Союз-ФГ                                         | 4             |         | |
| Стрела                                          | 1             |         | |
| Всего                                           | 32            | 1       | |
| Запуски, формально не относящиеся к российским: |               |         | |
| Зенит-3SL                                       | 1             |         | 26.05.2014 — Успешный запуск спутника Eutelsat 3B с платформы «Морской старт» |
| Союз-СТ-А                                       | 1             |         | 4.04.2014 — Космодром Куру. Успешный запуск спутника Sentinel-1A |
| Союз-СТ-Б                                       | 3             | 1       | 10.07.2014 — Космодром Куру. Успешный запуск 4 спутников O3b 22.08.2014 — Космодром Куру. Вывод на нерасчётную орбиту 2-х спутников системы Galileo 18.12.2014 — Космодром Куру. Успешный запуск 4 спутников O3b |

### Российские запуски в разрезе космодромов
| Космодром                                       | Число стартов | Неудачи | Примечания |
| ----------------------------------------------- | ------------- | ------- | --- |
| Байконур                                        | 21            | 1       | |
| Плесецк                                         | 9             | 0       | |
| Ясный (Домбаровский)                            | 2             | 0       | |
| Запуски, формально не относящиеся к российским: |               |         | |
| Куру (Синнамари ELS)                            | 4             | 1       | 3 апреля РН Союз-СТ-А российского производства была запущена Европейским космическим агентством 10 июля РН Союз-СТ-Б российского производства была запущена Европейским космическим агентством 22 августа РН Союз-СТ-Б российского производства была запущена Европейским космическим агентством, но из-за некорректной работы разгонного блока «Фрегат-МТ» два спутника европейской навигационной системы Galileo были выведены на нерасчетную орбиту 18 декабря РН Союз-СТ-Б российского производства была запущена Европейским космическим агентством |
| Морской старт                                   | 1             | 0       | РН Зенит-3SL российско-украинского производства была запущена международным консорциумом |

### Все запуски по странам мира
| Страна                             | Число стартов | Неудачи | Примечания |
| ---------------------------------- | ------------- | ------- | --- |
| Флаг России                        | 32            | 1 + (1) | - Неудача 16 мая Байконур. Авария «Протон-М» с разгонным блоком «Бриз-М». «Экспресс-АМ4Р». На 545-й секунде полета отказал рулевой двигатель третьей ступени. - Частичная неудача 21 октября Байконур. Запуск «Протон-М» с разгонным блоком «Бриз-М». «Экспресс АМ6» был выведен на нерасчетную орбиту. Довыведение спутника в заданную точку выполнено за счет ресурсов его электродвигательных установок. |
| Флаг США                           | 23            | 1       | |
| Флаг Китайской Народной Республики | 16            | 0       | |
| Флаг ЕС                            | 11            | 1       | Из них 4 — ракеты-носители «Союз»; в т.ч. один неудачный запуск |
| Флаг Индии                         | 4             | 0       | |
| Флаг Японии                        | 4             | 0       | |
| Флаг Израиля                       | 1             | 0       | |
| Морской старт                      | 1             | 0       | |
| Всего                              | 92            | 3 + (1) | |